# Milesiini

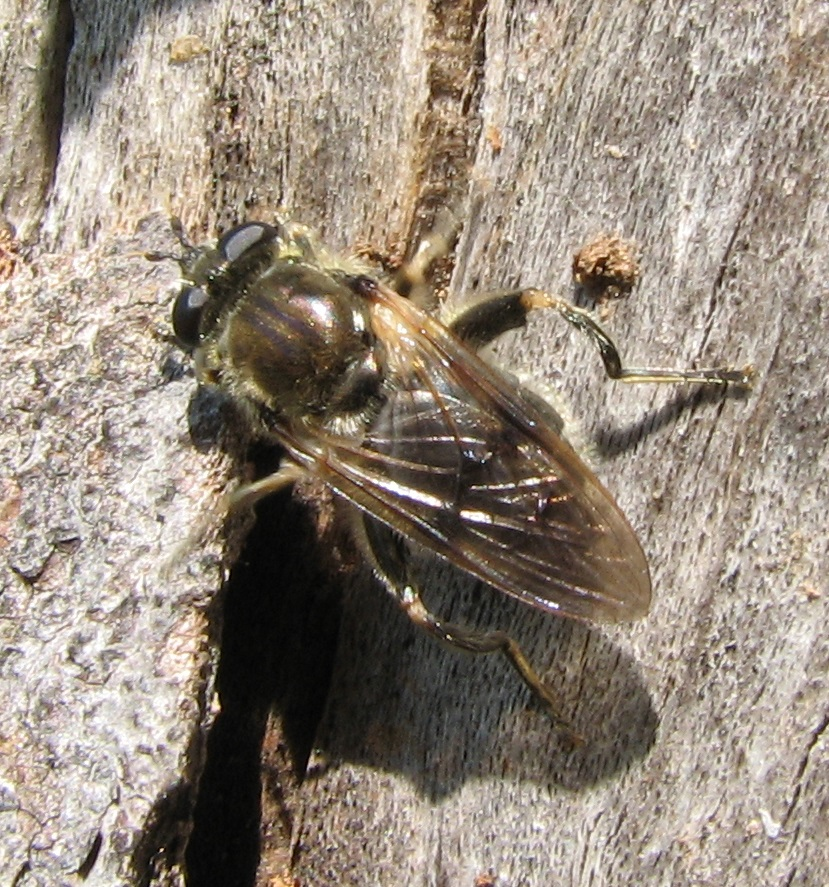
Brachypalpus oarus

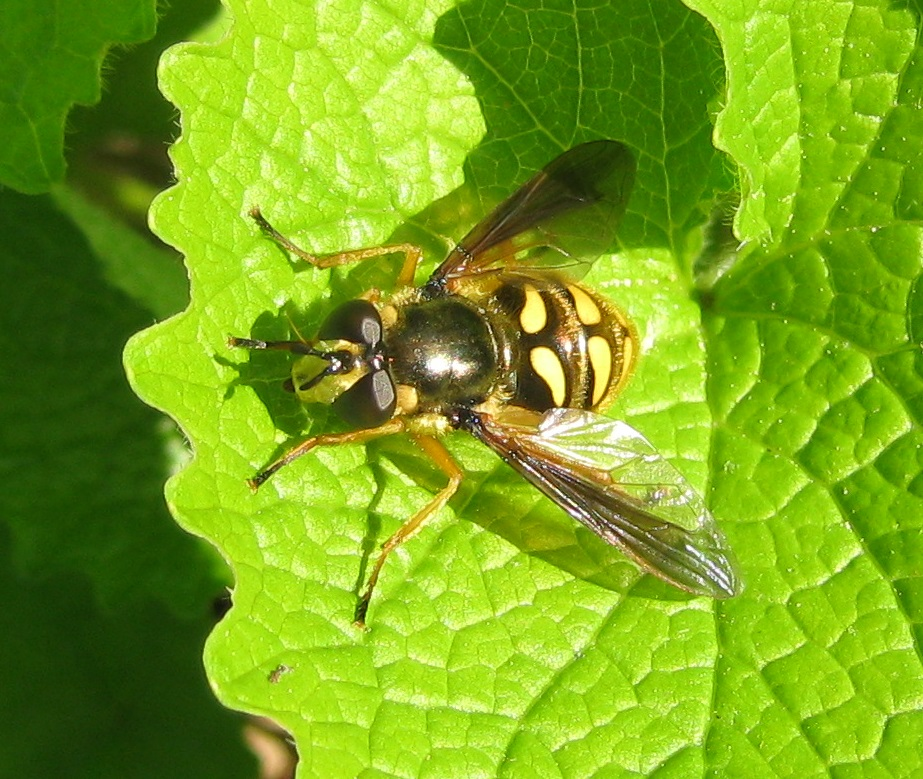
Somula decora

Milesiini (o Xylotini) es una tribu grande y diversa de sírfidos (Syrphidae). Muchos son excelentes mímicos de avispas.

## Géneros
Se reconocen los siguientes:
- Aneriophora Stuardo & Cortes, 1952
- Blera Billberg, 1820
- Brachypalpus Macquart, 1834
- Caliprobola Róndani, 1845
- Chalcosyrphus Curran, 1925
- Criorhina Meigen, 1822
- Cynorhinella Curran, 1922
- Deineches Walker, 1852
- Flukea Etcheverry, 1966
- Hadromyia Williston, 1882
- Hemixylota Shannon & Aubertin, 1933
- Lejota Róndani, 1857
- Lycastris Walker, 1857
- Macrometopia Philippi, 1865
- Macrozelima Stackelberg, 1930
- Malometasternum Shannon, 1927
- Matsumyia Shiraki, 1949
- Merapioidus Bigot, 1879
- Meropidia Hippa & Thompson, 1983
- Milesia Latreille, 1804
- Nepenthosyrphus de Meijere, 1932
- Odyneromyia Shannon & Aubertin, 1833
- Orthoprosopa Macquart, 1850
- Palumbia Róndani, 1865
- Philippimyia Shannon, 1926
- Pocota Lepeletier & Serville, 1828
- Pterallastes Loew, 1863
- Senogaster Macquart, 1834
- Somula Macquart, 1847
- Sphecomyia Latreille, 1829
- Spilomyia Meigen, 1803
- Sterphus Philippi, 1865
- Stilbosoma Philippi, 1865
- Syritta Lepeletier & Serville, 1828
- Syrittosyrphus Hull, 1944
- Takaomyia Herve-Bazin, 1914
- Temnostoma Lepeletier & Serville, 1828
- Teuchocnemis Osten Sacken, 1875
- Tropidia Meigen, 1822
- Valdiviomyia Vockeroth, 1976
- Xylota Meigen, 1822